# Rayanne Morais
Rayanne Morais Pecoraro (Jeceaba, 31 de julho de 1988) é uma atriz e modelo brasileira. Ela passou a ser conhecida ao vencer o Miss Minas Gerais 2009, garantindo uma vaga para o Miss Brasil 2009, no qual foi vice-campeã, ganhando, com isto, o título de Miss Brasil Internacional, o que lhe deu o direito de participar do Miss Internacional 2009, onde ficou entre as quinze semifinalistas (Top 15). Em 2012, vivendo na capital carioca, voltou a concorrer e venceu o Miss Rio de Janeiro, ficando também entre as dez semifinalistas (Top 10) do Miss Brasil 2012.
Como atriz, teve seu primeiro destaque ao atuar como "Joana" na telenovela Os Dez Mandamentos (2016), posteriormente ganhando papel de protagonista em Belaventura (2017).

## Carreira

### 2003–12: Carreira como modelo e Miss
Em 2003, aos 14 anos, foi descoberta por um produtor de moda e assinou contrato com a Elite Model Management, saindo de casa para trabalhar como modelo em São Paulo. Em 2004, aos 16 anos foi morar no Japão para modelar, passando por outros países asiáticos durante as temporadas de desfiles. Em 2007 concorreu a Miss pela cidade de Brumadinho,  mas ficou apenas entre as semifinalistas. Logo após, neste mesmo ano, concorreu ao concurso internacional Miss Mundo Universitária, no qual terminou em quarto lugar. Em 2008 venceu a disputa do Miss Divinópolis, ganhando a chance de participar do Miss Minas Gerais 2009, decidindo então abandonar a carreira de modelo internacional para focar-se na de Miss. Em 6 de setembro de 2008 venceu o Miss Minas Gerais 2009 e em 2009 concorreu ao Miss Brasil, no qual foi vice-campeã, ganhando com isto o título de Miss Brasil Internacional 2009 e o direito de participar  Miss Internacional 2009, no qual ficou entre as quinze semifinalistas (Top 15). Após o concurso, Rayanne continuou a carreira como modelo, indo morar nos Estados Unidos, onde realizou diversos trabalhos.
Em 2011 retornou ao Brasil e mudou-se para a cidade do Rio de Janeiro, decidindo disputar novamente os concursos de Miss, desta vez por Armação dos Búzios, no qual ela foi vencedora. Nesta mesma época se tornou assistente de palco do programa Esquenta!, ficando até o ano seguinte. Em 15 de janeiro de 2012 participou do Miss Rio de Janeiro, no qual se consagrou campeã, apesar dos protestos do público por não ter nascido no estado. No mesmo ano participou pela segunda vez do Miss Brasil, dessa vez ficando entre as dez semifinalistas (Top 10) do concurso.

### 2013–presente: Carreira como atriz
Em 2013, estreou como atriz no filme Os Tubarões de Copacabana. Em 2015, Rayanne participou da oitava temporada do reality show A Fazenda, que é exibido pela Rede Record, na qual acabou ficando em 4.º lugar na competição. Em 9 de janeiro de 2016, estrelou como protagonista da peça teatral Meninos e Meninas. Depois que Rayanne deixou o confinamento do reality show A Fazenda, pouco tempo depois ela acabou tendo um vínculo empregatício com a RecordTV, onde então atuou como atriz em algumas novelas da emissora. No começo do ano de 2016, ela foi escalada para o elenco da novela bíblica A Terra Prometida, onde interpretaria uma prostituta israelense que deixa o personagem "Isaac" (Daniel Erthal), um artista circense, apaixonado. Entretanto, ainda no ano de 2016, Rayanne acabou sendo realocada para um dos papeis centrais da segunda temporada da novela bíblica Os Dez Mandamentos, onde interpretou a personagem "Joana". Em setembro de 2016, Rayanne foi anunciada como a protagonista da novela Belaventura, na qual esta novela seria então exibida na tela da RecordTV no ano de 2017. Na novela Belaventura, ela interpretou a jovem plebeia "Pietra" que se apaixona pelo príncipe herdeiro "Enrico", interpretado pelo ator Bernardo Velasco. Em 2019, Rayanne ingressou no elenco da novela Topíssima, na qual interpretou a investigadora policial "Graça".

## Vida pessoal
Em 2007 começou a cursar jornalismo pela Pontifícia Universidade Católica de Minas Gerais (PUC), na qual não chegou a se formar devido ao intenso trabalho como modelo, trancando o curso no quarto semestre. Em 2011 ingressou no curso de artes cênicas na Casa das Artes de Laranjeiras, no qual se formou como atriz em 2012. Ainda em 2011 começou a namorar o cantor Latino, de quem ficou noiva em 2013. Os dois se casaram em 13 de março de 2014 no Copacabana Palace, no Rio de Janeiro, porém anunciaram a separação pouco mais de um ano depois, em 14 de julho de 2015. No final daquele ano de 2015, ela começou a namorar o ator Douglas Sampaio, no qual os dois se conheceram no confinamento do reality show A Fazenda. No dia 9 de março de 2016, durante as gravações do programa Hora do Faro que é exibido pela RecordTV, o ator Douglas Sampaio pediu a mão de Rayanne em casamento no palco do programa, na qual ela aceitou. No entanto, poucos meses depois o relacionamento amoroso do casal chegou ao fim no dia 19 de novembro de 2016.
Em 2023 casou-se com o ator Victor Pecoraro, com quem foi a terceira colocada na final da sétima temporada do reality show Power Couple Brasil.

## Filmografia

### Televisão
| Ano     | Título              | Personagem              | Notas                                |
| ------- | ------------------- | ----------------------- | ------------------------------------ |
| 2010    | Macho Man           | Cliente de Zuzu         | Episódio: "8 de abril"               |
| 2011    | Insensato Coração   | Daniela                 | Episódio: "19 de agosto"             |
| 2011–12 | Esquenta!           | Assistente de palco     |                                      |
| 2012    | Aventuras do Didi   | Carol                   | Episódio: “8 de junho”               |
| 2013    | Salve Jorge         | Fernanda                | Episódio: "13 de fevereiro"          |
| 2015    | A Fazenda           | Participante (4º lugar) | Temporada 8                          |
| 2016    | Os Dez Mandamentos  | Joana                   |                                      |
| 2017    | Belaventura         | Pietra Florenza         |                                      |
| 2019    | Bancando o Chef     | Participante            | Episódio: "D'Black x Rayanne Morais" |
| 2019    | Topíssima           | Detetive Graça Ribeiro  |                                      |
| 2022    | Reis                | Chaya                   |                                      |
| 2025    | Power Couple Brasil | Participante (3º lugar) | Temporada 7                          |

### Cinema
| Ano  | Título                    | Personagem |
| ---- | ------------------------- | ---------- |
| 2013 | Os Tubarões de Copacabana | Nicole     |

## Teatro
| Ano     | Título             | Personagem |
| ------- | ------------------ | ---------- |
| 2011–12 | De Braços Abertos  | Mariana    |
| 2016    | Meninos e Meninas  | Cátia      |
| 2017    | Um Casamento Feliz | Elsa       |

## Títulos
| Ano  | Título                           |
| ---- | -------------------------------- |
| 2007 | Top10 no Miss Brumadinho         |
| 2007 | Top5 no Miss Mundo Universitária |
| 2009 | Miss Divinópolis                 |
| 2009 | Miss Minas Gerais                |
| 2009 | Vice-Miss Brasil                 |
| 2009 | Top15 no Miss Internacional      |
| 2012 | Miss Armação de Búzios           |
| 2012 | Miss Rio de Janeiro              |
| 2012 | Top10 no Miss Brasil             |